# Мей Гардкасл
Мей Гардкасл (англ. May Hardcastle; 6 травня 1913 — 2 серпня 2002) — колишня австралійська тенісистка.
Найвищим досягненням на турнірах Великого шолома був фінал в змішаному парному розряді.

## Фінали турнірів Великого шолома

### Парний розряд (1 поразка)
| Результат | Рік  | Турнір              | Покриття | Партнерка           | Суперниці                         | Рахунок  |
| --------- | ---- | ------------------- | -------- | ------------------- | --------------------------------- | -------- |
| Поразка   | 1939 | Чемпіонат Австралії | Трава    | Емілі Гуд Вестакотт | Телма Койн-Лонґ Ненсі Вінн-Болтон | 5–7, 4–6 |